# Breland Station
Breland Station (Breland stasjon) er en jernbanestation på Sørlandsbanen, der ligger i Marnardal kommune i Norge.
Stationen åbnede 17. december 1943, da banen blev forlænget fra Kristiansand til Sira. Stationsbygningen var opført året før efter tegninger af NSB Arkitektkontor. Stationen blev fjernstyret fra 19. november 1969 og blev ubemandet 1. juni 1970. Stationsbygningen blev revet ned i 1987.
Breland betjenes kun af et enkelt tog mod Kristiansand om morgenen og et derfra om eftermiddagen. Der har været forslag fremme om at nedlægge den, men Stortinget vedtog at opretholde den i forbindelse med finansloven for 2013.